# Nicola Conci
Nicola Conci (* 5. Januar 1997 in Trient) ist ein italienischer Radrennfahrer.

## Sportlicher Werdegang
Als Junior machte Conci durch den Gewinn  der Trofeo Emilio Paganessi und einen Etappengewinn beim Giro della Lunigiana auf sich aufmerksam. Nach dem Wechsel in die U23 wurde 2016 er zunächst Mitglied bei Zalf Euromobil Fior, zum damaligen Zeitpunkt einer der führenden Radsportvereine in Italien. In der Saison 2017 gewann er noch als Amateur mit  der Trofeo Città di San Vendemiano und dem Gran Premio Sportivi di Poggiana zwei Rennen der UCI Europe Tour.
Noch in derselben Saison erhielt Conci die Möglichkeit, als Stagaire für Trek-Segafredo zu fahren und wurde zur Saison 2018 in das UCI WorldTeam übernommen. Für das Team nahm er von 2018 bis 2021 dreimal an einer Grand Tour teil, von denen er zwei beendete. Seine Entwicklung  bei Trek-Segafredo verlief jedoch nicht wie erhofft, so dass er nach vier Jahren die UCI WorldTour wieder verlassen musste.
Im Zuge der Neuaufstellung des Teams wechselte Conci zur Saison 2022 zum UCI ProTeam Gazprom-RusVelo. Nachdem seinem Team aufgrund des Russisch-Ukrainischen Krieges durch die UCI die Lizenz entzogen wurde, wurde er zum 14. Juni des Jahres Mitglied im Alpecin-Deceuninck Development Team, um zur Saison 2023 in das UCI WorldTeam von Alpecin-Deceuninck zu wechseln. seine besten Platzierungen für das Team waren ein jeweils fünfter Etappenrang beim Giro d’Italia 2023 und 2024.
Zur Saison 2025 wechselte Conci zum Astana Qazaqstan Team.

## Erfolge
2015
- Trofeo Emilio Paganessi
- eine Etappe Giro della Lunigiana

2017
- Gran Premio Sportivi di Poggiana
- Trofeo Città di San Vendemiano

## Grand-Tour-Platzierungen
| Grand Tour            | 2018 | 2019 | 2020 | 2021 | 2022 | 2023 | 2024 | 2025 |
| --------------------- | ---- | ---- | ---- | ---- | ---- | ---- | ---- | ---- |
| Giro d’ItaliaGiro     | –    | 63   | 52   | –    | –    | DNF  | 23   | 56   |
| Tour de FranceTour    | –    | –    | –    | –    | –    | –    | –    |      |
| Vuelta a EspañaVuelta | DNF  | –    | –    | –    | –    | –    | –    |      |